# Cinnyris mediocris
El suimanga del Kilimanjaro (Cinnyris mediocris) es una especie de ave paseriforme de la familia Nectariniidae propia de las zonas montañosas de Kenia y el norte de Tanzania.

## Descripción
Son pájaros muy pequeños que se alimentan abundantemente de néctar, aunque también atrapan insectos, especialmente cuando alimentan sus crías. 

## Taxonomía
Anteriormente se consideraba conespecífico del suimanga de Fülleborn (Cinnyris fuelleborni) y el suimanga de los Usambara (Cinnyris usambaricus), pero en la actualidad se consideran especies separadas.